# Биа-Сашонио
Биа-Сашонио (груз. ბია-საშონიო) — село в Грузии, на территории Хобского муниципалитета края (мхаре) Самегрело-Верхняя Сванетия.

## География
Село находится в западной части Грузии, на левом берегу реки Хоби, на расстоянии приблизительно 4 километров (по прямой) к северо-востоку от города Хоби, административного центра муниципалитета. Абсолютная высота — 54 метра над уровнем моря.

## Население
По результатам официальной переписи населения 2014 года, в Биа-Сашонио проживало 207 человек (96 мужчин и 111 женщин). В национальной структуре населения грузины составляли 100 %.
| Год  | Население, человек |
| ---- | ------------------ |
| 2002 | 203                |
| 2014 | ↗ 207              |